# Insula Cocos

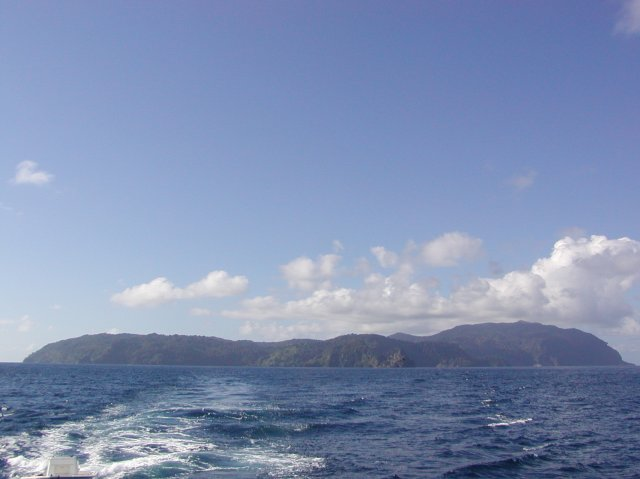
Insula Cocos

Insula Cocos (span. Isla del Coco, engl. Cocos Island) este o insulă nelocuită în Oceanul Pacific. Ea aparține de provincia Puntarenas, Costa Rica. Insula este cunoscută printre altele prin comorile ascunse probabil aici de pirații Benito Bonito, Henry Morgan sau Căpitanul Thompson. Expediții nenumărate au căutat zadarnic aceste comori.
Astfel, în perioada 1889 - 1908 aventurierul german August Gissler a efectuat aici săpături sistematice, dar fără niciun rezultat.
Insula a inspirat pe scriitorul Robert Louis Stevenson, care a scris romanul de aventuri "Comoara din insulă".

## Date geografice

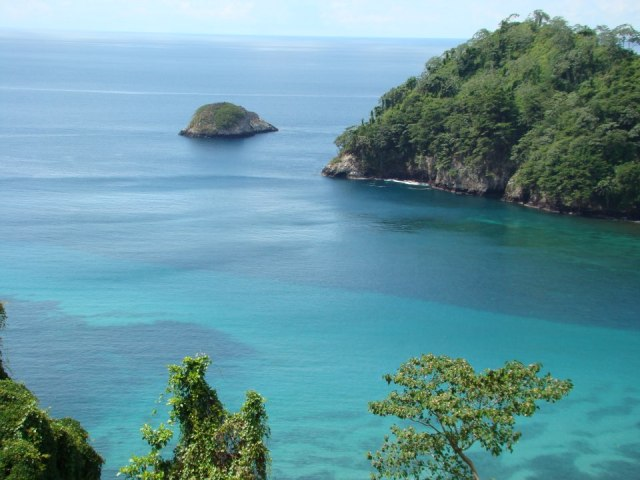
Insula Cocos (span. Isla del Coco), Costa Rica

Insula este de natură vulcanică, ea se află la 494 km de Cabo Blanco, care este situat pe continent și aparține de Costa Rica. Ea are ca. o formă dreptunghiulară, cu o lungime de 7,49 km și o lățime de 4,61 km. Suprafața insulei este de 23,85 km², iar cel mai înalt punct al ei, Cerro Iglesias are altitudinea de 634 m deasupra n.m. Insula se află la marginea unei plăci tectonice, din care cauză este bântuită frecvent de cutremure. În prezent insula este declarat parc național, aici existând o floră și faună tropicală protejată de stat.

## Bibilografie
- Georg Bremer: Die Geheimnisse der Kokosinsel - Abenteurer auf der Suche nach den größten Piratenschätzen der Welt. Norderstedt 2009. ISBN 978-3-8370-9655-2
- Ina Knobloch: Das Geheimnis der Schatzinsel: Robert Louis Stevenson und die Kokosinsel - einem Mythos auf der Spur, Hamburg: Mare-Buchverlag, 2009.